# Parabezzia inaequalis
Parabezzia inaequalis är en tvåvingeart som beskrevs av Gustavo R. Spinelli och Eileen D. Grogan 1987. Parabezzia inaequalis ingår i släktet Parabezzia och familjen svidknott. Inga underarter finns listade i Catalogue of Life.